# إلياس زيان شريف
إلياس زيان شريف ، من مواليد 7 أفريل 1984 ، لاعب كرة قدم جزائري.
كان يلعب مع نادي أولمبي الشلف، ثم لعب لاتحاد العاصمة و لكنه لم يجد ضالته إلى أن انتقل إلى اتحاد الحراش و هناك لمع أكثر
حاليا مازال يلعب لاتحاد الحراش للموسم الثاني
هو لاعب موهوب و مثقف و صلحب فلسفة خاصة به